# Klemens Malicki
Klemens Malicki (ur. 2 lipca 1882 w Świniarcu k. Dobrego Miasta, zm. 31 lipca 1940 w Sachsenhausen) – filolog, pedagog, działacz na rzecz polskości, wieloletni dyrektor gimnazjum w Brodnicy.

## Życiorys
Urodził się w Świniarcu, w powiecie Nowe Miasto Lubawskie w rodzinie Jana, nauczyciela, i Pauliny ze Szczepańskich. Uczęszczał do szkoły elementarnej oraz do gimnazjum (1898–1903) w Chojnicach, gdzie w 1903 gdzie złożył egzamin maturalny. Studiował filozofię we Wrocławiu, Berlinie i Greifswaldzie. Podczas nauki w gimnazjum i w czasach studenckich pozostawał aktywnym członkiem tajnej organizacji filomackiej. W 1908 uzyskał stopień doktora filozofii na Uniwersytecie w Greifswaldzie. Przez jeden rok był nauczycielem w gimnazjum staromiejskim w Królewcu. W 1909 wyjechał do Nancy we Francji, gdzie pracował w Lycée Henri-Poincaré. W Nancy prowadził bardzo aktywną działalność spoleczno-polityczną wśród polskiej emigracji. W 1910 powrócił do Prus Wschodnich, podejmując pracę nauczyciela w Gimnazjum Wilhelma w Królewcu (1910–1911), gimnazjum w Braniewie (1911–1912) i w szkole realnej w Lidzbarku Warmińskim (1917–1919). W tym czasie wydał kilka rozpraw z zakresu filozofii i filologii klasycznej. Opanował w stopniu biegłym sześć języków: niemiecki, grecki, łaciński, hebrajski, francuski i angielski. 
Po zakończeniu I wojny światowej w odradzającym się państwie polskim brał aktywny udział w organizacji polskiego szkolnictwa na Pomorzu. Klika miesięcy nauczał w gimnazjum w Inowrocławiu.
Od 1 maja 1920 do wybuchu II wojny światowej był dyrektorem gimnazjum w Brodnicy. 10 kwietnia 1940 został aresztowany przez Niemców i wywieziony do obozu koncentracyjnego w Sachsenhausen-Oranienburg. Tam został zamordowany 31 lipca 1940 roku.
W 1933 został odznaczony Złotym Krzyżem Zasługi.

## Rodzina
Jego syn Stefan Alfons Malicki był osobą o rozległych zainteresowaniach – był m.in. sędzią grodzkim w Poznaniu, komandosem, spadochroniarzem oraz artystą malarzem. Podczas II wojny światowej pracował w polskim Ministerstwie Spraw Zagranicznych w Wielkiej Brytanii. W 1951 roku wyemigrował do Kanady.
Wnuk, Marek Stefan Malicki, również został prawnikiem. W 1989 roku został sędzią w Sądzie Małych Roszczeń Central West Region of Ontario; był ponadto przewodniczącym Rady Polish Canadian Millennium Fund. W czasach panowania w Europie Środkowo-Wschodniej komunizmu był także m.in. prezesem Kongresu Polonii Kanadyjskiej oraz przewodniczącym Rady Polonii Świata.

## Upamiętnienie
14 kwietnia 1945 jego imieniem została nazwana harcerska drużyna gimnazjalna w Brodnicy. 29 czerwca 1991 na budynku byłego gimnazjum (obecnie Zespół Szkół Zawodowych) odsłonięto pamiątkową tablicę z inskrypcją: „W tym gmachu w latach 1920–1939 pracował dr Klemens Malicki, pierwszy polski dyrektor gimnazjum w Brodnicy”. Jest również uwieczniony na grobie rodzinnym na cmentarzu w Brodnicy.
Uchwałą nr XXXIII/289/93 z dnia 26 kwietnia 1993 r. Rady Miejskiej w Brodnicy nowo powstała ulica na osiedlu Morskie Oko otrzymała imię dra Klemensa Malickiego.